# 西吉北大寺
西吉北大寺是位于中国宁夏回族自治区固原市西吉县的一座清真寺。

## 简介
西吉北大寺是一座四合院形结构的清真寺。该寺是西吉县最大的清真寺之一。民国三十年（1941年）西吉县建制时，在一座小寺基础上重建，形成该寺，是哲合忍耶门宦教派沙沟门宦较为重要的坊寺之一。1985年由国家资助重建，建筑采用阿拉伯风格密集式立体建筑，占地面积2700平方米，是现代新建清真寺中较有代表性的建筑。
1999年，马崇礼（回族）出任西吉北大寺的教长。他担任宁夏回族自治区伊斯兰教协会副会长，固原市伊斯兰教协会副会长，西吉县伊斯兰教协会会长，曾经荣获“宁夏回族自治区民族团结进步先进个人”，“全区宗教界为构建和谐宁夏作贡献先进个人”，“全国民族团结进步模范个人”，全国、全区“创建和谐寺观教堂工作先进个人”等等荣誉称号。

### 踩踏事故
2014年1月5日上午，部分信众来到西吉北大寺参加已故宗教人士忌日纪念活动。当日13时左右，在为信众散发油香（油饼）的过程中，信众相互拥挤，发生了意外踩踏事故。受伤人员随即全部送到西吉县人民医院抢救，截至1月6日，有14人经抢救无效死亡，其他受伤人员10人（其中4人重伤）仍在医院救治。事件发生后，中共中央总书记习近平作出指示，中央政治局常委李克强、俞正声等中央领导作出批示，中共宁夏回族自治区党委书记李建华、宁夏回族自治区人民政府主席刘慧、党委副书记崔波以及党委常委、统战部部长马三刚迅速作出批示，“要求全力抢救伤员，妥善处理善后工作，安抚好家属，查清事故原因，确保社会大局稳定”。刘慧以及中共宁夏回族自治区党委常委、中共固原市委书记李文章，宁夏回族自治区副主席白雪山以及固原市领导马汉成、张佑昌、马志宏、吴会军等人赶往西吉县看望慰问受伤者。